# 데모노이드
데모노이드(Demonoid)는 "Deimos"와"Zajson"이라는 세르비아인이 만든 비트토렌트 트래커 사이트이다. 웹사이트에 있는 토렌트들은 모두 사이트의 회원들이 올리는 것이다. The Pirate Bay 트래커가 2009년 11월에 서비스가 종료된 이래로 가장 인기가 많고 자료의 수도 방대한 공개 트래커 사이트이다. 알렉사 인터넷에 따르면 Demonoid.com이 모든 사이트 중 502번째로 인기 있는 사이트였다. 데모노이드의 토렌트 트래커에는 2007년 9월, 300만 명의 배포자가 있다. 2009년 5월 3일 자로 252,427개의 토렌트가 목록에 있다. (2005년 8월 4일 이전에 업로드 된 토렌트들은 서버 리소스를 확충하기 위해서 삭제되었다.)
2012년 8월 기준으로 데모노이드의 호스팅 제공업체인 ColoCALL이 데모노이드와의 계약을 종료함으로써 서비스가 중지된 상태이다. 우크라이나의 사법 당국 측은 경찰의 개입 없이 서비스가 종료되었다고 이야기하였다. 서비스 중지 기간이 지속되는 이유와 서비스 재개 시기는 아직까지 알려지지 않았다.
2014년 3월 30일 부로 서비스가 재개되었다. 사이트 주소는 http://www.dnoid.me/ 보관됨 2016-11-16 - 웨이백 머신

## 위치
데모노이드의 ISP는 현재 우크라이나의 키예프에 위치해 있으며 위치를 8번 이상 바꾸었다.

## 도메인 이름
도메인 이름은 http://www.demonid.com 이었지만 2010년 11월 이래로 http://www.demonoid.ph 가 되었다.
지금은 또 바뀌었다.

## 가입
가입은 제한된 기간 가능하다. 또한, 기존 회원에게 초대를 받으면 언제든지 가입을 할 수 있다.

## 특징과 정책
데모노이드는 각각의 토렌트 카테고리, 서브 카테고리에 대해 RSS를 제공하고 있다. 사용자의 업로드/다운로드 비율을 추적해서 보여주지만, 비율이 낮은 사용자에게는 아무런 조처를 하지 않는다. (공유하는 것보다 다운로드 하는 것이 더 많은 경우를 말한다.) 데모노이드는 업로드/다운로드의 비율이 낮은 사용자를 추방했지만 현재는 유동 IP 등의 이유로 일부 사용자들의 비율이 정확하지가 못한 경우가 있기 때문에 이전처럼 추방하지 않는다. 음란물과 바이러스의 업로드를 금지하고 있다. 데모노이드의 IRC 채널인 #demonoid에서 배포자들과 이야기를 나눌 수 있지만, 익명 사용자는 차단한다.

## 법적 문제
2007년 7월, Slyck.com에 의해 12건의 정지 명령 편지가 사용자들에게 보내진 것이 밝혀졌다.

### 캐나다
2007년 9월 25일 캐나다에서 데모노이드 사이트, 포럼 그리고 트래커가 전부 오프라인 상태였다. 4일 후에 웹사이트를 제외한 모든 기능이 돌아왔고 그다음 날 웹사이트까지 돌아왔다. 며칠 후부터 2007년 10월 2일까지 간헐적으로 끊기는 현상이 지속하였다. 이 현상에 대해서 데모노이드 관리자는 캐나다 레코드 산업 협회의 변호사로부터 법적 대응을 하겠다는 내용의 편지를 받았다고 해명했다. 데모노이드는 다른 토렌트 트래커 사이트들인 isoHunt 나 TorrentSpy 가 미국 레코드 산업협회로부터의 소송을 피하고자 미국의 트래픽을 차단한 것처럼 캐나다의 트래픽을 차단하였다.
캐나다의 IP로 접속할 경우 법적 대응에 대한 설명이 쓰여져 있는 페이지로 이동했다. 하지만 이때 캐나다에서 프록시 서버를 이용해 사이트 접속이 가능하였고 트래커는 캐나다 IP를 허용하고 있었다.
사이트는 2007년 11월 9일 오프라인 상태가 되었다. 데모노이드의 서비스 공급자가 캐나다 레코드 산업 협회로부터 위협을 받았기 때문이다. 데모노이드 관계자는 사이트에 다음과 같이 게시하였다.
캐나다 레코드 산업 협회가 우리에게 서버를 빌려주는 회사를 위협했고 그 때문에 사이트를 더 이상 온라인 상태로 유지할 수 없습니다. 불편을 끼쳐서 죄송합니다. 이해해 주셔서 감사합니다.

IRC 채널에 따르면 트래커는 영향을 받지 않았다고 한다. 6일 후, 파일 공유가 목적이 아니라 커뮤니티가 목적인 포럼을 새로 개설하고 링크를 갱신 하였다. 2007년 11월 29일, 데모노이드 설립자인 Deimos는 다음과 같은 말을 하였다.
돈이 문제입니다, 하지만 진짜 문제는 웹사이트를 안정적으로 호스트할 업체를 찾는 것입니다. 그 부분에는 전혀 운이 따라주지 않았습니다. 그리고 저의 대부분 시간을 개인적인 사정에 쓰게 되었습니다.

사이트는 2008년 4월 11일 다시 온라인 상태가 되었다. 그리고 데모노이드의 설립자인 Deimos는 관리자 역할을 그만두고 새 관리자가 사이트를 맡게 되었다.

## 최근 역사
2008년 4월 10일, Deimos가 생활 문제 때문에 심란하다는 이유로 데모노이드의 관리자 역할을 그만두게 되었다. 그는 또한 "새로운 관리자에게 고삐를 넘겨주었다. 그는 친한 친구다."라고 밝히면서 "새로운 관리자는 사이트를 돌볼 지식과 시간이 충분하다"라고도 밝혔다. 며칠 후에 RSS 피드가 정상적으로 돌아왔으며, 2008년 4월 16일에 "사이트가 다시 온라인 상태가 되었다"라는 내용의 이메일이 모든 데모노이드 사용자들에게 보내지게 되었다.
서버는 우크라이나에 있다.
다음은 데모노이드 홈페이지에 올라왔던 내용이다.
몇 달 전, 사이트 관리자가 (Deimos라고 알려져있는)웹사이트를 관리할 시간이 없었습니다. 개인적인 이유로 Deimos는 그의 친구 중에서 하나를 관리자로 지목하였습니다. 기존의 관리팀은 바뀌지 않은 채로 계속 사이트를 도울 것입니다. 데모노이드 팀은 항상 그래 왔던 것처럼 사이트를 정상적으로 운영하기 위해서 노력할 것입니다. 트래커와 웹사이트는 정상적으로 돌아가고 있는 것 같습니다, 그리고 어떠한 문제가 일어난다면 그들이 가능한 한 빨리 문제를 수정할 것입니다. 만약 며칠 안에 문제가 발생한다면, 아마 사이트를 다시 닫게 될지도 모릅니다. 만약을 대비해 사전에 미리 사과드립니다. 다시 오신 것을 환영합니다!— 데모노이드 사이트 관리자 Umlauf

2012년 8월 기준으로 데모노이드의 호스팅 제공업체인 ColoCALL이 데모노이드와의 계약을 종료함으로써 서비스가 중지된 상태이다.

## 웹사이트 문제
데모노이드는 2009년 말에 하드웨어의 문제로 사이트가 다운된 적이 있었다. 2009년 9월 14일, 정전 탓인 하드웨어 문제로 트래커가 동작하지 않는다는 보고가 있었다. 트래커는 11월 5일에, 메인 사이트는 12월 13일에 정상적으로 돌아왔다. 사이트에 올라왔던 메시지는 다음과 같다.
아마도 추가 손상을 예방하기 위해 모든 것의 전원을 끈 상태에서 수리를 진행해야 할 것 같습니다. 전원 회로를 바꾸는 것이 며칠 정도 걸릴 것 같습니다.

사이트가 수리 중일 동안 수리 진행 상황과 곧 정상적으로 돌아올 것이라는 약속을 담은 내용의 메시지들이 올라왔다. 2009년 11월 4일, 비트토렌트 클라이언트와 통신을 하는 트래커가 일부 토렌트에 반응하기 시작했고, 11월 17일에 완벽하게 동작했다.
2010년 4월 26일, Demonoid.com이 DoS 공격으로 인해 사이트 접속이 극도로 느려지거나 접속을 할 수 없는 문제가 발생하였다. 사이트는 현재 타이완, 중국의 IP를 전부 차단하고 있으며 이들 나라에서 사이트 자체가 추방되었다. 2010년 12월 3일, Demonoid.me로 자료를 옮겨서 정상적으로 다시 서비스를 시작한다.